# Riserva naturale orientata Isola di Filicudi e scogli Canna e Montenassari
La riserva naturale orientata Isola di Filicudi e scogli Canna e Montenassari è un'area naturale protetta situata nel comune di Lipari, nella città metropolitana di Messina ed è stata istituita nel 1997.

## Caratteristiche
La riserva è stata istituita con decreto dell'assessorato regionale del territorio e dell'ambiente numero 485/44 del 25 luglio 1997. È una riserva naturale orientata per quanto riguarda l'isola di Filicudi, mentre è una riserva naturale integrale per gli scogli La Canna e Montenassari.